# Tropidocarpum capparideum
Tropidocarpum capparideum är en korsblommig växtart som beskrevs av Edward Lee Greene. Tropidocarpum capparideum ingår i släktet Tropidocarpum och familjen korsblommiga växter. Inga underarter finns listade i Catalogue of Life.